# Riodina lysippus
Riodina lysippus är en fjärilsart som beskrevs av Carl von Linné 1758. Riodina lysippus ingår i släktet Riodina och familjen Riodinidae. Inga underarter finns listade.

## Bildgalleri

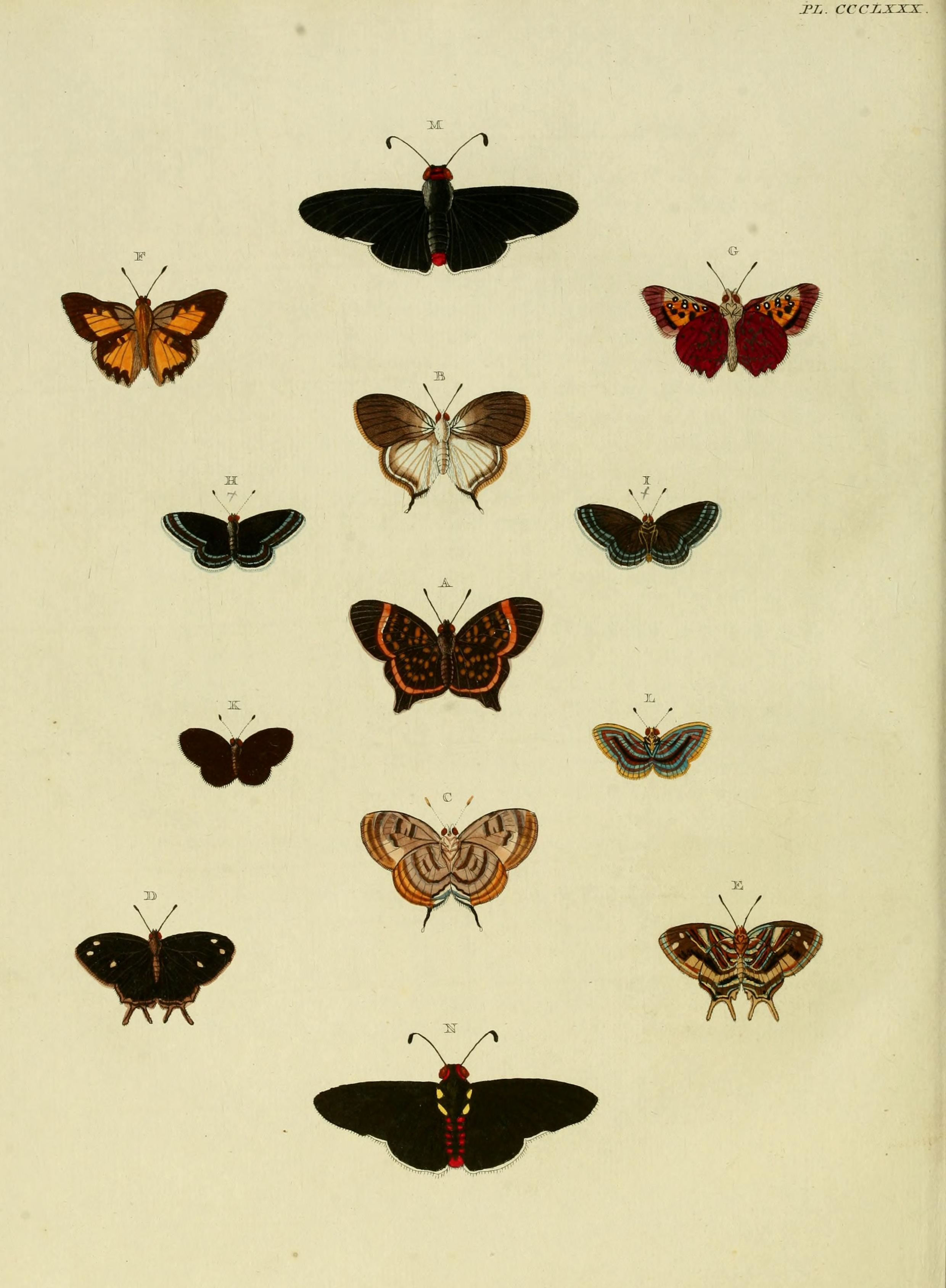